# Mastaba
Mastaba ('mɑːstɑːbɑː ali ma:'sta:ba) ali '"pr-djt'" (pomeni »hiša za večnost«) je vrsta starodavne egipčanske grobnice v obliki pravokotne strukture z navznoter nagnjenimi stranicami in ravno zgornjo površino, zgrajeno iz blatne opeke (iz reke Nil) ali kamna nad površino terena in grobnimi prostori pod zemljo. Mastabe so zaznamovale pokop mnogih uglednih Egipčanov v egiptovskem zgodnjem dinastičnem obdobju in starem kraljestvu. V starem kraljestvu so kralji začeli graditi piramide namesto mastab, navadni ljudje pa so jih uporabljali še več kot tisoč let.

## Zgodovina
Posmrtno življenje je bil glavni poudarek egiptovske civilizacije in pravilo vseh vidikov družbe. To se kaže tudi v arhitekturi in najizraziteje v ogromni količini časa, denarja in delovne sile pri gradnji njihovih grobnic.  Stari Egipčani so verjeli, da duša lahko živi le, če telo ni oskrunjeno in oplenjeno, ampak dobro ohranjeno. 
Izhajajoč iz preddinastičnega obdobja in kasnejših dinastij so stari Egipčani razvijali vedno celovitejše in učinkovitejše metode za ohranjanje in zaščito teles mrtvih. Stari Egipčani so najprej začeli pokopavati mrtve v grobove, izkopane v pesek. Telo umrlega je bil pokopano v notranjosti jame na neko podlago običajno skupaj z nekaj predmeti, ki naj bi jim pomagali v posmrtnem življenju. Prva zgrajena grobna struktura je bila mastaba. Mastabe so omogočile boljšo zaščito pred živalmi in roparji. Človeški ostanki niso bili v stiku s suhim puščavskim peskom, tako da ni bilo naravne mumifikacije. Uporaba varnejših mastab je zahtevala, da so razvili sistem umetne mumifikacije.  Do konca starega obdobja ali prvega vmesnega obdobja so bili v mastabah pokopani le visoki uradniki in faraoni.

## Zgradba
Beseda "mastaba" izhaja iz arabske besede in pomeni klop iz blata , Če gledamo od daleč, mastaba spominja na klop. Zgodovinarji domnevajo, da so si Egipčani sposodili arhitekturno idejo iz Mezopotamije, saj so takrat oboji gradili podobne strukture. 
Struktura nadzemnega dela mastabe je pravokotne oblike z navznoter nagnjenimi stranicami in ravno zgornjo površino. Zunanji gradbeni material so bili v začetku zidaki iz na soncu sušenega blata, ki je bilo na voljo ob reki Nil. Tudi ko so začeli uporabljati kamen, so vse manj pomembne objekte gradili iz lahko dostopnih blatnih opek. Mastabe so bile pogosto približno štirikrat tako dolge kot široke in visoke tudi 30 metrov. Zgrajena je bila v smeri sever−jug, saj so stari Egipčani verjeli, da je to bistvenega pomena za dostop do posmrtnega življenja. Ta nadzemna struktura je imela prostor za majhno kapelico, opremljeno z lažnimi vrati. Duhovniki in družinski člani so sem prinašali hrano in druge predmete za dušo (Ka) pokojnika, saj so verjeli, da je dušo treba ohraniti, da bi še naprej obstajala v posmrtnem življenju.
V mastabi je bila globoko v tla vkopana grobna komora, prevlečena s kamnom in opeko. Druga skrita komora se je imenovala serdab (سرداب), iz perzijske besede za "klet", ki je bila uporabljena za shranjevanje vsega bistvenega za udobje umrlega v posmrtnem življenju, kot so pivo, žito, zrnje, oblačila in dragoceni predmeti. V mastabi je bil tudi kip pokojnika, ki je bil skrit za zidom. Visoke stene serdaba so imele majhne odprtine, ki so omogočale Ka (zastopana s kipom) zapustiti serdab in se vrniti k telesu; Stari Egipčani so verjeli, da se mora Ka vrniti v telo ali pa umre. Te odprtine niso bile mišljene za ogled kipa, temveč za vonjanje gorečega kadila in morda uroke, govorjene pri obredih, da bi dosegli kip. 

## Arhitekturna evolucija
Mastaba je bila standardni tip grobnice v preddinastičnem in zgodnjedinastičnem Egiptu za faraona in družbeno elito. Starodavno egipčansko mesto Abidos je bilo izbrano za mnoge kenotafe (navidezne grobove). Kraljevo pokopališče je bilo v Sakari s pogledom na glavno mesto zgodnjega obdobja Memfis. 
V obdobju 1. dinastije je bila mastaba zgrajena podobno kot hiša z več prostori, v osrednjem delu je bil sarkofag, in drugimi, ki so ga obkrožali, za shranjevanje bogatih pogrebnih pridatkov. Zgrajena je bila v plitvi jami, nad katero je bila nadgradnja iz opeke, ki je pokrivala široko področje. Za 2. in 3. dinastijo so bile značilne stopničaste mastabe, grobnica je bila globlje kot prej in je bila dostopna z vrha z nagnjeno klančino in stopnicami.
Tudi ko so v 3. dinastiji faraoni začeli graditi piramide za svoje grobnice, so bili člani plemstva še vedno pokopani v mastabe. To je še posebej očitno v nekropoli v Gizi, kjer je na stotine mastab postavljenih ob piramidah. 
V obdobju 4. dinastije (okoli 2613−2494 pr. n. št.) so se začele pojavljati skalne grobnice. Bile so zgrajene v skalnih pečinah v Zgornjem Egiptu v poskusu, da bi še bolj zaščitili grobove pred roparji.  Mastabe so se nato razvile z dodatkom kapele in navpičnega jaška. V 5. dinastiji so imele mastabe že dodelane kapelice, ki so bile sestavljene iz več prostorov, stebrne dvorane in serdaba. Dejanska grobna komora je bila zgrajena pod južnim koncem, povezana s poševnim prehodom na stopnišče v središču stebrne dvorane ali dvorišča.
V novem kraljestvu (ki se je začelo z 18. dinastijo okoli 1550 pred našim štetjem) so mastabe postale redke, saj so jih v glavnem nadomestile piramidne kapelice nad grobno komoro. 